# Крофт, Уильям (композитор)
Уильям Крофт (крещён 30 декабря 1678, Эттингтон, Уорикшир — 14 августа 1727, Бат) — английский композитор и органист эпохи барокко.

## Биография
Обучался музыке в Королевской капелле под началом Джона Блоу, состоял в капелле вплоть до 1698 года. В 1700 году занял пост органиста церкви Св. Анны в лондонском Сохо. В конце 1707 года занял освободившееся после смерти Джеремии Кларка место преподавателя в Королевской капелле (среди его учеников был Морис Грин), а на следующий год сменил Блоу на посту органиста Вестминстерского аббатства.
Известен как автор сонат для скрипки, блокфлейты, сюит для клавесина, но главным образом — как мастер церковной полифонии. Наряду с Генри Пёрселлом оказал значительное влияние на развитие духовной музыки в Англии конца XVII века.
Осенью 1714 года сочинил музыку для похорон королевы Анны и для последовавшей коронации Георга I.
В 1724 году опубликовал свой главный опус Musica Sacra («Духовная музыка»), первый сборник церковной музыки, изданный в виде нот. Поминальная служба из этого сборника до сих пор исполняется на государственных похоронах в Великобритании.
Вскоре после этого здоровье Крофта начало ухудшаться. Он скончался в Бате, где проходил курс лечения на водах.